# Gerbrunn
Gerbrunn ist eine Gemeinde im unterfränkischen Landkreis Würzburg.

## Geographie
Der Hauptort liegt am östlichen Stadtrand von Würzburg, etwa vier Kilometer von dessen Innenstadt entfernt.

### Nachbargemeinden
Anrainer sind außer Würzburg im Westen die Gemeinden Rottendorf im Nordosten, Theilheim im Südosten und Randersacker im Süden.

### Gemeindegliederung
Es gibt zwei Gemeindeteile (in Klammern ist der Siedlungstyp angegeben):
- Gerbrunn (Pfarrdorf)
- Gieshügel (Gut)

## Etymologie
Der Ortsname stammt aus der Zusammensetzung von althochdeutsch gêr (Ger, Speer, Wurfspieß, Keil u. a.), wahrscheinlich als Bestandteil eines Personennamens wie Gerwîn (vgl. z. B. Gerabronn), und ahd. brunne (Quelle), nach der Quelle („Gerwins Quelle“, ahd. Geruuinesbrunnon?), wo heute noch im Altort nahe dem Rathaus ein Brunnen in Betrieb ist.

## Geschichte

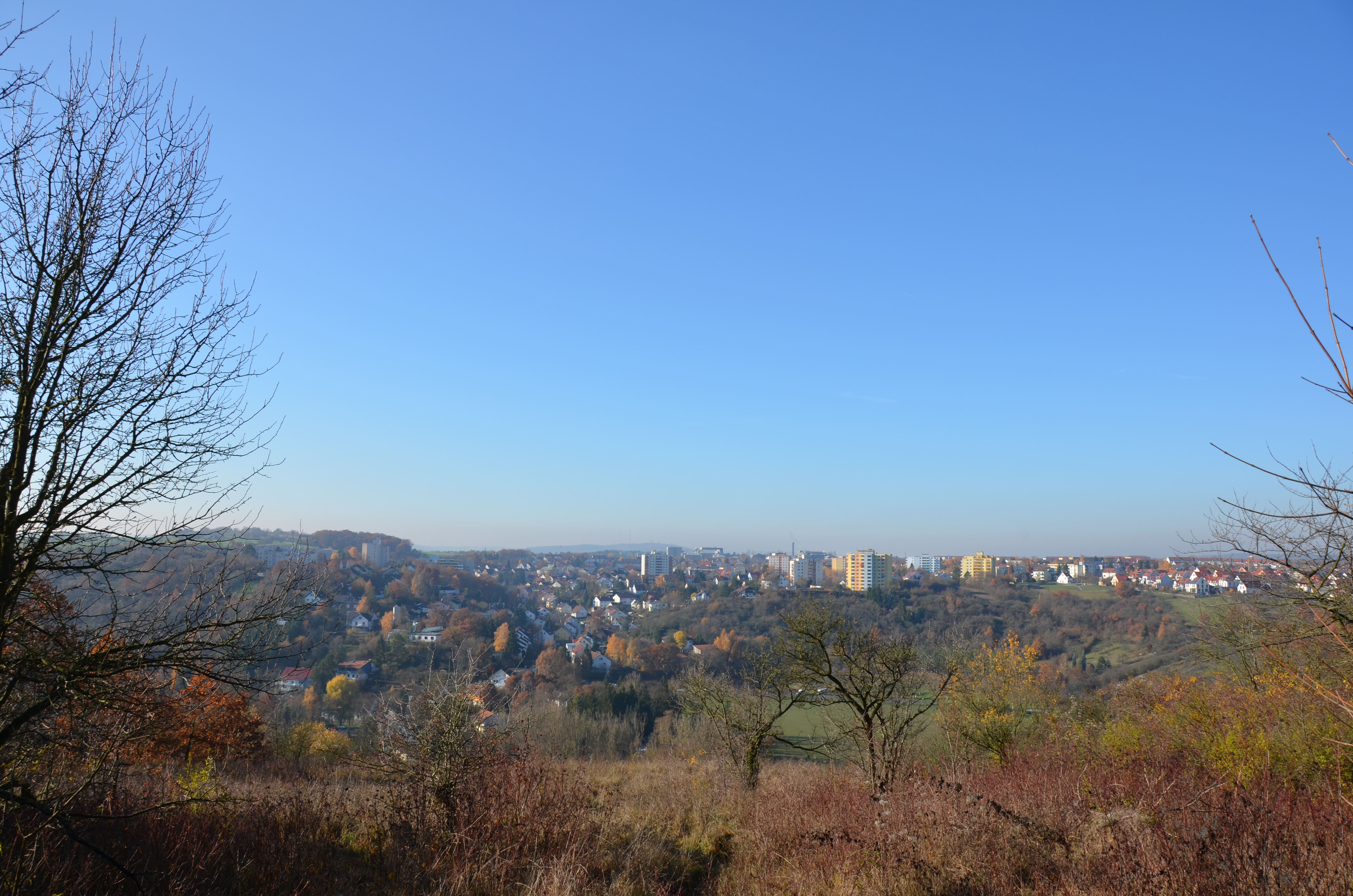
Gerbrunn vom Roßsteig aus 2012

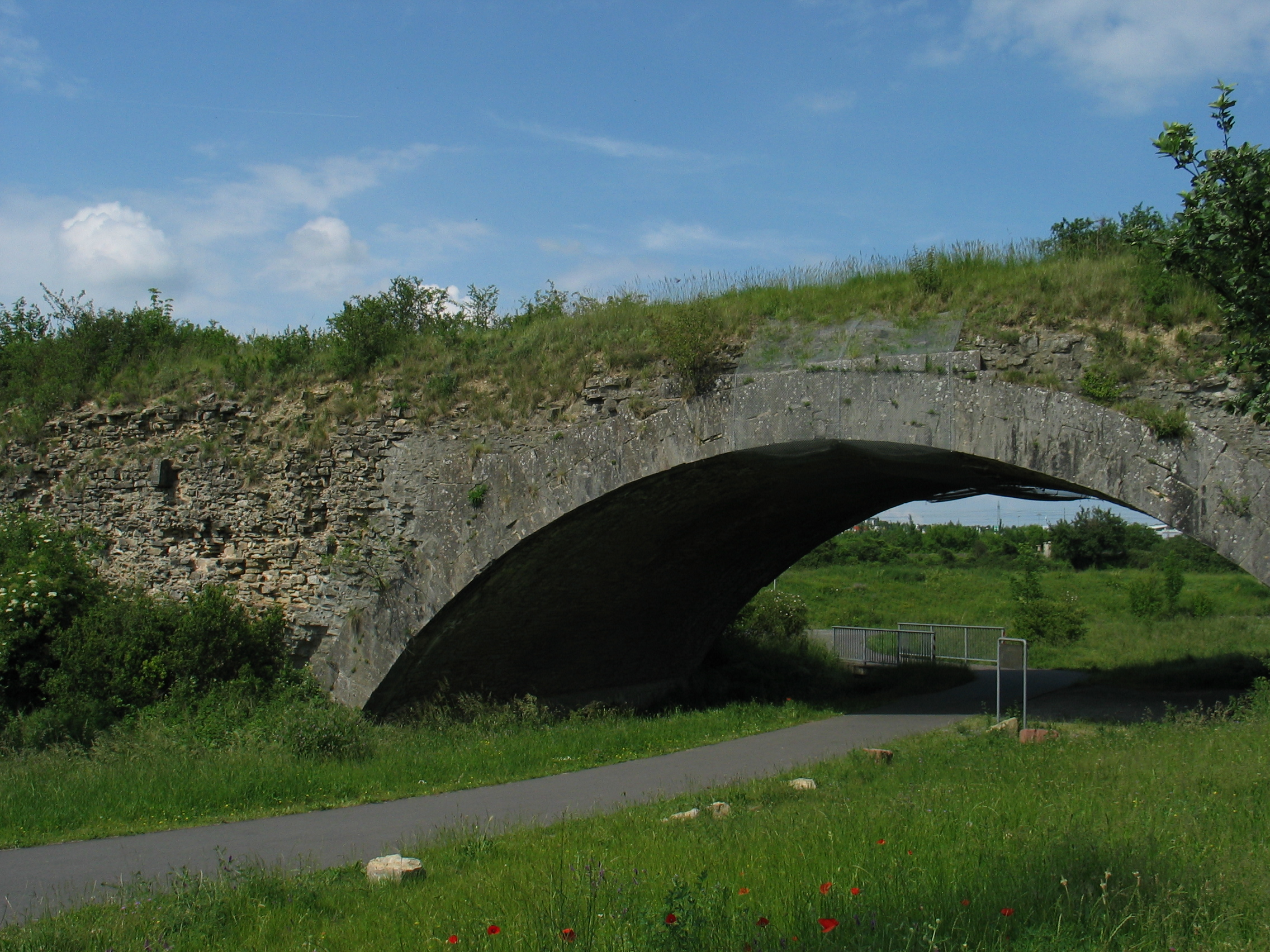
„Römerbrücke“ Gerbrunn 2007

Gerbrunn wurde im Jahre 1107 erstmals urkundlich erwähnt. Als Teil des Hochstiftes Würzburg, das zum Fränkischen Reichskreis gehörte, wurde Gerbrunn 1803 zugunsten Bayerns säkularisiert, dann im Frieden von Preßburg (1805) Erzherzog Ferdinand von Toskana zur Bildung des Großherzogtums Würzburg überlassen, mit dem es 1814 endgültig an Bayern zurückfiel. Im Zuge der Verwaltungsreformen in Bayern entstand mit dem Gemeindeedikt von 1818 die heutige Gemeinde.
Nördlich von Gerbrunn befindet sich die Römerbrücke, die, im 18. Jahrhundert unter Fürstbischof Adam Friedrich von Seinsheim erbaut, jedoch nach nur einem Jahr wegen Baufälligkeit wieder aufgegeben wurde. Sie hätte die Straßenverbindung Frankfurt – Nürnberg – Wien verbessern sollen.

### Bevölkerungsstatistik
| Bevölkerungsentwicklung | Bevölkerungsentwicklung | Bevölkerungsentwicklung | Bevölkerungsentwicklung | Bevölkerungsentwicklung | Bevölkerungsentwicklung | Bevölkerungsentwicklung | Bevölkerungsentwicklung | Bevölkerungsentwicklung | Bevölkerungsentwicklung | Bevölkerungsentwicklung | Bevölkerungsentwicklung | Bevölkerungsentwicklung | Bevölkerungsentwicklung | Bevölkerungsentwicklung | Bevölkerungsentwicklung |
| ----------------------- | ----------------------- | ----------------------- | ----------------------- | ----------------------- | ----------------------- | ----------------------- | ----------------------- | ----------------------- | ----------------------- | ----------------------- | ----------------------- | ----------------------- | ----------------------- | ----------------------- | ----------------------- |
| Jahr                    | 1900                    | 1939                    | 1950                    | 1961                    | 1970                    | 1987                    | 1991                    | 1995                    | 2000                    | 2005                    | 2010                    | 2015                    | 2018                    | 2020                    |                         |
| Einwohner               | 568                     | 870                     | 1261                    | 1722                    | 4037                    | 5791                    | 6026                    | 6039                    | 6622                    | 6277                    | 6491                    | 6235                    | 6379                    | 6802                    |                         |

Im Zeitraum 1988 bis 2018 stieg die Einwohnerzahl von 6066 auf 6379 um 313 Einwohner bzw. um 5,2 %. 2010 hatte die Gemeinde 6491 Einwohner.
Quelle: BayLfStat

### Konfessionsstatistik
Mit Stand Ende 2019 waren von den Einwohnern 3490 römisch-katholisch, 1596 evangelisch und 1716 gehörten einer anderen oder keiner Konfession an. Der Anteil der evangelischen und katholischen Kirchenmitglieder an der Gesamtbevölkerung ist seitdem gesunken. Mit Stand April 2025 waren von den 7369 Einwohnern 37,3 % (2749) 17,3 % katholisch, (1272) evangelisch und 45,4 % (3348) gehörten einer anderen Glaubensgemeinschaft an oder sind Konfessionslos.

## Politik

### Gemeinderat
Die Kommunalwahlen vom 2. März 2008, 16. März 2014 und 15. März 2020 führten zu folgenden Ergebnissen:
| \| Partei / Liste \| GRÜNE \| FWG \| SPD \| CSU \| \| Sitze 2008 \| — \| 6 \| 8 \| 6 \| \| Sitze 2014 \| 2 \| 5 \| 8 \| 5 \| \| Sitze 2020 \| 6 \| 5 \| 5 \| 4 \| | Gemeinderatswahl 2020Wahlbeteiligung: 58,12 % 3020100 27,20 %25,96 %25,23 %21,61 % GrüneFWGSPDCSU |     |     |     |
| Partei / Liste | GRÜNE                                                                                             | FWG | SPD | CSU |
| Sitze 2008 | —                                                                                                 | 6   | 8   | 6   |
| Sitze 2014 | 2                                                                                                 | 5   | 8   | 5   |
| Sitze 2020 | 6                                                                                                 | 5   | 5   | 4   |

### Bürgermeister
Erster Bürgermeister ist Stefan Wolfshörndl (SPD). Dieser wurde am 1. Mai 2002 Nachfolger von Hans Lorke (Freie Wahlgemeinschaft) und 2008 wiedergewählt. 2014 wurde er erneut mit 80,4 % der abgegebenen Stimmen gewählt. Bei der Kommunalwahl vom 15. März 2020 wurde dieser mit 84,01 % der Stimmen wiedergewählt.

### Wappen
| Wappen von Gerbrunn | Blasonierung: „Gespalten durch eine aufsteigende und eingeschweifte blaue Spitze, darin ein silberner Brunnen; vorne oben geviert von Rot und Silber, hinten oben in Rot drei aufsteigende silberne Spitzen.“ |
| Wappen von Gerbrunn | Wappenbegründung: Das Wappen der Gemeinde Gerbrunn ist durch zwei Bogenlinien in drei Felder aufgeteilt: Links oben befindet sich das Stammwappen des Adelsgeschlechts Castell, Ortsherren von 1212 bis 1625, rechts oben befindet sich der Fränkische Rechen, im unteren Feld ist auf blauem Grund ein Brunnen abgebildet, der auf den Ortsnamen hinweist. Die Lage an einer keilförmigen Örtlichkeit wird durch den gerförmig zulaufenden Mittelteil dargestellt. Das Wappen wurde im Jahr 1956 vom Würzburger Staatsarchivrat Walter Scherzer entworfen. |

### Partnergemeinden
| Straßenschild in Gerbrunn |  |  | Gemeindepartnerschaften bestehen mit - Themar in Thüringen, Deutschland (seit 1990) - Mathieu, Cresserons, Cambes-en-Plaine und Périers-sur-le-Dan im Département Calvados in der Normandie, Frankreich (seit 1990) - Černošice, Tschechien (seit 2001) - Leśnica in Oberschlesien, Polen (seit 2001) - Molsheim im Elsass, Frankreich (seit 2002) Zu Schoorl in der niederländischen Gemeinde Bergen (Noord-Holland) bestehen freundschaftliche Beziehungen. |

### Gemeindefinanzen
Im Jahr 2020 betrugen die Gemeindesteuereinnahmen 6,3 Mio. Euro, davon waren 1,1 Mio. Euro Gewerbesteuereinnahmen (netto) und 4,3 Mio. Euro Gemeindeanteil an der Einkommensteuer.

### Baugebiete
Im Mai 2016 liefen Erschließungsarbeiten für das Baugebiet Innerer Kirschberg III an.

## Wirtschaft und Infrastruktur

### Wirtschaft einschließlich Land- und Forstwirtschaft
Im Jahr 2020 gab es nach der amtlichen Statistik 862 sozialversicherungspflichtig Beschäftigte am Arbeitsort. Am Wohnort gab 2558 sozialversicherungspflichtig Beschäftigte. Im verarbeitenden Gewerbe gab es einen, im Bauhauptgewerbe drei Betriebe. Zudem bestanden im Jahr 2016 sechs landwirtschaftliche Betriebe mit einer landwirtschaftlich genutzten Fläche von insgesamt 100 ha, davon waren 82 ha Ackerfläche.
Nach einem Bürgerentscheid am 8. November 2020 wurden Planungen zur Erweiterung des Gewerbegebiets vorerst aufgegeben.

### Verkehr
Gerbrunn ist über die Buslinien 14 und 34 an den ÖPNV des NVM angebunden. Eine Verlängerung der geplanten Würzburger Straßenbahnlinie 6 bis Gerbrunn wird diskutiert.

### Bildung
2021 gab es folgende Einrichtungen:
- drei Kindestageseinrichtungen: 280 genehmigte Plätze, 266 betreute Kinder
- zwei Volksschulen: 23 Lehrkräfte, 266 Schülerinnen und Schüler

## Sport
Die Fußballmannschaft des TSV Gerbrunn war in der Saison 2003/04 als Bayernpokalfinalist für den DFB-Pokal qualifiziert. Gegen den Zweitligisten Wacker Burghausen verlor der Neuntligist sein Erstrundenspiel 0:14 – ebenso hoch wie kurz zuvor das Bayernpokal-Endspiel gegen den Oberligisten TSV Aindling.

## Persönlichkeiten

### Söhne und Töchter der Gemeinde
- Michael Philipp (* 1972), Koch

### Persönlichkeiten, die im Ort gewirkt haben
- Marquard Kruse von Sande († vor 1267), Ritter, besaß Besitzungen in Gerbrunn
- Gerhard Ritter (1915–2013), Politikwissenschaftler, lebte in Gerbrunn
- Horst Kremling (1920–2013), Urologe, Gynäkologe und Hochschullehrer, lebte in Gerbrunn
- Karlheinz Hoffmann (1925–2011), Bildhauer, gestaltete die Altarzone des Evangelischen Gemeindezentrums in Gerbrunn
- Otto Schönberger (* 1926), Altphilologe und Fachdidaktiker, wohnt in der Gemeinde
- Hans-Joachim Wachsmuth (1934–2024), Verwaltungsjurist in Bayern
- Dieter Harmening (1937–2016), Volkskundler und Hochschullehrer an der Julius-Maximilians-Universität Würzburg, lebte in Gerbrunn
- Günter Walpuski (* 1937), Erwachsenenbildner, Autor und Reserveoffizier, leitete von 1971 bis 1981 den SPD-Ortsverein
- Gottfried Adam (* 1939), evangelischer Theologe und Lehrstuhlinhaber, unter anderem in Würzburg, lebte in den 1980er-Jahren in Gerbrunn
- Katherina Holzheuer (* 1941), Bibliothekarin, lebt seit 1972 in Gerbrunn
- Dieter Perlowski (* 1950), Schriftsteller und Bühnenautor, lebt in Gerbrunn
- Waltraud Meier (* 1956), Opernsängerin, lebt in Gerbrunn
- Ralf Vollmuth (* 1963), Zahnmediziner und Medizinhistoriker, lebte während seiner Schulzeit in Gerbrunn
- Kerstin Griese (* 1966), Parlamentarische Staatssekretärin beim Bundesministerium für Arbeit und Soziales, wuchs unter anderem in Gerbrunn auf
- Annika Liebs (* 1979), Schwimmerin, lebt in Gerbrunn
- Thomas Lurz (* 1979), Freiwasserschwimmer, lebt in Gerbrunn